# Wełdkowo
Wełdkowo [pronunciación en polaco: /vɛu̯tˈkɔvɔ/] (Alemán: Groß Voldekow) es un pueblo ubicado en el distrito administrativo de Gmina Tychowo, dentro del Condado de Białogard, Voivodato de Pomerania Occidental, en el norte de Polonia occidental. Se encuentra aproximadamente a 10 kilómetros al este de Tychowo, a 28 kilómetro al este de Białogard, y a 135 kilómetros al noreste de la capital regional Szczecin.
El pueblo tiene una población de 40 habitantes.